# Слободан Роксандић
Слободан Роксандић српски је глумац. По образовању је мастер комуниколог и докторанд на студијском програму драмске и аудио-визуелне уметности Академије уметности Нови Сад.Такође је и наратор - његов глас се може чути у бројним документарним, телевизијским емисијама,  звучним књигама и интерпретирању поезије наших највећих песника.

## Каријера
Дипломираo је глуму у класи Небојше Дугалића са улогом Џими Портера у "Осврни се у гневу" Џона Озборна  (2009) и мастерирао комуникологију на Факултету политичких наука Универзитета у Београду (2015). 
Основао је Институт "Main Point", који од 2012. реализује обуке за јавни наступ, дикцију, презентацијске и комуникацијске вештине. Такође, је оснивач Удружења "Изражајност"  које се бави развојем излагачке писмености и културе јавног говора. Аутор је програма усавршавања за просветне раднике "Јавни говор - технике излагачке писмености", који је акредитовао Завод за унапређивање образовања и васпитања. 
Написао је књигу "Проговори да видим ко си" - прву интерактивну књигу о култури говора. Књига садржи више од 20 аудио и видео лекција које обједињују знања из области технике гласа, дикције, културе говора, невербалне комуникације, психологије, комуникологије, реторике и беседништва.  .